# بيل إيمرسون (سياسي)
بيل إيمرسون (بالإنجليزية: Bill Emerson)‏ هو مدير وسياسي أمريكي، ولد في 1938 في سانت لويس في الولايات المتحدة، وتوفي في 22 يونيو 1996 في بيثيسدا في الولايات المتحدة بسبب سرطان الرئة. نشط حزبياً في الحزب الجمهوري.

## مناصب
- في انتخابات مجلس النواب الأمريكي 1990 [الإنجليزية]‏، انتخب عضو مجلس النواب الأمريكي عن دائرة Missouri's 8th congressional district [الإنجليزية]‏ وقد انضم خلال فترته النيابية [الإنجليزية]‏ (3 يناير 1991 – 3 يناير 1993)  للكتلة البرلمانية الحزب الجمهوري.
- في انتخابات مجلس النواب الأمريكي 1992 [الإنجليزية]‏، انتخب عضو مجلس النواب الأمريكي عن دائرة Missouri's 8th congressional district [الإنجليزية]‏ وقد انضم خلال فترته النيابية [الإنجليزية]‏ (5 يناير 1993 – 3 يناير 1995)  للكتلة البرلمانية الحزب الجمهوري.
- في انتخابات مجلس النواب الأمريكي 1994 [الإنجليزية]‏، انتخب عضو مجلس النواب الأمريكي عن دائرة Missouri's 8th congressional district [الإنجليزية]‏ وقد انضم خلال فترته النيابية [الإنجليزية]‏ (4 يناير 1995 – 22 يونيو 1996)  للكتلة البرلمانية الحزب الجمهوري.
- انتخب لجنة الانتخابات الفيدرالية (1975 – ).
- انتخب عضو مجلس النواب الأمريكي.

## وصلات خارجية
- بيل إيمرسون (سياسي) على موقع إن إن دي بي (الإنجليزية)